# Entophilus mirabiledictu
Entophilus mirabiledictu är en kräftdjursart som beskrevs av Clements Robert Markham och Dworschak 2005. Entophilus mirabiledictu ingår i släktet Entophilus och familjen Bopyridae. Inga underarter finns listade i Catalogue of Life.